# Bengt Heyman
Pour les articles homonymes, voir Heyman.
Bengt Heyman est un skipper suédois né le 26 août 1883 à Stockholm et mort le 3 juin 1942. 

## Biographie
Bengt Heyman remporte la médaille d'argent olympique en 8 mètres JI aux Jeux olympiques d'été de 1912 se tenant à Stockholm. 